# Johan Wester
Johan Anders Hugo Wester, född 19 december 1967 i Lund, är en svensk komiker, filmproducent och entreprenör, känd bland annat som parhäst med Anders Jansson, framförallt från SVT-programmet Hipp Hipp!. Driver även filmbolaget Anagram Produktion och utvecklingsbolaget Skånemotor i Lund.

## Biografi
Johan Wester och Anders Jansson samarbetade redan under högstadiet och skrev och uppförde sketcher och revyer på Fäladsgården på Norra Fäladen. Sedermera fortsatte duon att skriva och framföra lundaspex, bland annat Peter den Store och Montezuma. Liksom flera andra lundaspexare har Johan Wester bott på Thomanders studenthem.
Efter studietiden fick Wester och Jansson uppdraget att stå för manus till tv-serien Snacka om nyheter. År 2002 tilldelades de båda Silverrosen i Montreux och 2004 utsågs de till Årets skåning. Johan Wester har under sin karriär bland annat deltagit och stått för regin till två säsonger av Hipp Hipp!, sommarpratat i P1:s Sommar, turnerat med föreställningen Hipp Hipp! [paw rihk-titt] samt stått bakom och medverkat i Itzhaks julevangelium. Den 22 februari 2008 Morgan Pålsson – världsreporter premiär på de svenska biograferna.
Johan Wester och Anne Lundberg kom 2006–07 tvåa i frågesportsprogrammet På spåret. Följande år vann de programmet genom att i finalen besegra Lennart "Hoa-Hoa" Dahlgren och Cecilia Hagen. Även 2008–09 kammade Wester hem segern, denna gång i par med Lisa Syrén. Finalmotståndare var Jessika Gedin och Hans Rosenfeldt, vilka besegrades med siffrorna 41–27 i vad programledare Ingvar Oldsberg beskrev som "det svåraste programmet i historien". Han var en av de hemliga gästerna vid Orphei Drängars Caprice 2009.
Våren 2010 ledde Johan Wester underhållningsprogrammet "Jakten på Julia" i SVT 1 och sedermera hade han en roll i musikalen Spamalot på Nöjesteatern i Malmö.
Han var konferencier under avslutningsceremonin på 22:a världsjamboreen.
Johan Wester och Anders Jansson producerade och medverkade i humorshowen Köp Mjölk. Skriv Bok., som spelades i Lund under våren 2012. Showen var en betraktelse om det tudelade livet där både vardagen (Köp Mjölk) och framtidsvisionerna (Skriv Bok) skall samsas och få livsutrymme. Föreställningen fick goda recensioner.
Wester finns avgjuten som näsa nr 54 i Akademiska Föreningens Nasotek.
I december 2020 blev Wester hedersdoktor vid Lunds tekniska högskola.

## Produktioner

### TV-medverkan (urval)
- 1992–1993 – Dominans
- 2002 – Snacka om nyheter (manus)
- 2001 och 2003 – Hipp Hipp!
- 2006 – På spåret
- 2006 – Itzhaks julevangelium
- 2007 – På spåret
- 2011 – Hipp Hipp!
- 2012 – Intresseklubben
- 2016 – Skolan (TV-serie)
- 2018 – Vem vet mest?[10]

### Teater
| År   | Roll       | Produktion                          | Regi          | Teater       |
| ---- | ---------- | ----------------------------------- | ------------- | ------------ |
| 1996 |            | En överdos kaffe                    |               |              |
| 1998 |            | Denna penna bensin                  |               |              |
| 2010 | Kung Artur | Spamalot Eric Idle och John Du Prez | Anders Albien | Nöjesteatern |
| 2012 |            | Köp Mjölk. Skriv Bok.               |               |              |